# (3203) Huth
(3203) Huth (1938 SL) – planetoida z pasa głównego asteroid okrążająca Słońce w ciągu 3,54 lat w średniej odległości 2,32 au. Odkryta 18 września 1938 roku.